# 奇安特拉
15°21′N 91°27′W / 15.350°N 91.450°W
奇安特拉（西班牙語：Chiantla），是危地馬拉的城鎮，位於該國西北部，由韋韋特南戈省負責管轄，面積536平方公里，海拔高度2,055米，2002年人口74,978，人口密度每平方公里139.88人。